# Савченко, Виктор Владимирович
Виктор Владимирович Савченко (20 января 1928 года, Киев — 5 ноября 2003, Киев) — советский архитектор и художник. Доктор архитектуры (с 1983), профессор (с 1984). Заслуженный архитектор УССР (1985). Первый заместитель председателя Союза архитекторов Украины (с 1974 по 1979 год), действительный член Украинской академии архитектуры (1993), АН высшей школы Украины (1995).

## Биография
В 1950 году успешно окончил Киевский инженерно-строительный институт. Учился у И. Каракиса, Я. Штейнберга.
С 1950 по 1953 год работал архитектором в «Киевметропроекте». С 1953 по 1963 год был аспирантом, научным сотрудником и заведующим сектором общественных зданий в Академии архитектуры УССР. В 1963—1969 годах — руководитель сектора в КиевЗНИИЭПе.
В 1969—1971 годах — заведующий кафедрой «Интерьера и оборудования» Киевского инженерно-строительного института.
В 1971—1983 годах — заведующий кафедрой «Основ архитектуры» Киевского инженерно-строительного института.
В 1986—1989 годах — заведующий кафедрой архитектурного проектирования Киевского государственного художественного института (ныне — НАИИА).
В 1990—1996 годах — заведующий кафедрой рисунка и живописи Киевского инженерно-строительного института, затем Национального университета строительства и архитектуры Украины.
C 1996 года — руководитель Персональной творческой мастерской «В. Савченко» (основана в 1991-м).

## Ученики
За время обучения подготовил 7 докторов и 32 кандидата архитектуры. Среди них: Валерий Иванович Кныш.

## Проекты
Автор 120 проектов зданий различного профиля.
- Жилой дом на 56 квартир на ул. Московской, 3 в Киеве (1953, в соавт.).
- Жилой дом на ул. Бориса Гринченко, 8 в Киеве (1954, в соавт.).
- Пригородный вокзал и подземный вестибюль станции метро «Вокзальная» в Киеве (1955, в соавт. с Е. И. Катониным, В. И. Ежовым, В. К. Скугаревым).
- Павильон № 7 ВДНХ — «Машиностроение и приборостроение» (1956, в соавт. с И. В. Мезенцевым и Н. Л. Губовым).
- Средняя школа на 964 ученика в Краматорске (1961, в соавт.).
- Гостиничный комплекс-мотель «Пролисок» (1968 г., архитекторы В. А. Ленченко, И. В. Мезенцев, Л. И. Залогина, В. А. Приходько, Л. В. Василенко, А. П. Калиниченко, И. А. Подольский).
- Санаторий «Жовтень» на 750 мест в Конча-Заспе (1974, главный архитектор проекта).
- Гостиница «Чёрное море» в Одессе (1977, в соавт.).
- Гостиница «Мир» на проспекте Ленина, 27-А в Харькове (1977—1979, в соавт. с С. Н. Миргородским, Р. Н. Гупало, Н. И. Диденко, И. Н. Ивановым).

## Публикации
Более 150 научных работ, среди них:
- Многоцелевые зрелищные и спортивные залы. — К.: Будівельник, 1982. — 168 с.; 2-е изд., перераб. и доп. — К.: Будивэльнык, 1990. — 160 с.
- Многофункциональные зрелищные залы // Строительство и архитектура. — 1976. — № 5.
- Экономическая оценка объёмно-планировочных решений общественных зданий // Строительство и архитектура. — 1976. — № 1.
- Безродный, П. П. Архитектурные термины. Краткий русско-украин. словарь / Под ред. В. В. Савченко. — К.: Вища школа, 1993. — 272 с.
- Архитектура зданий и сооружений // Концепция национальной программы развития архитектуры Украины Украинской академии архитектуры. — К., 1993.

## Выставки
Участвовал в ряде персональных вставок где были предоставлены более 300 художественных работ.